# Dodge 30-35
El Dodge 30-35 fue el primer automóvil producido por Dodge en Detroit, introducido el 14 de noviembre de 1914.
Lleva un motor de cuatro cilindros en línea de cabeza en L y 212 pulgadas cúbicas (3.5 L), acoplado a una caja manual de tres velocidades y tenía un embrague cónico de cuero, sus ruedas traseras se accionaban mecánicamente. En su primer año se  ofreció únicamente en su versión cuatro puertas (la "puerta" del piloto no se podía abrir) y a partir de 1915 se ofreció en un roadster de dos puertas y asientos, al momento de su producción también venía con sistema eléctrico de luces como parte del equipamiento de base.
En julio de 1916 terminó su producción al ser reemplazado por el Modelo 30, y se produjeron un total de 116,400 modelos desde 1914, unas 150 unidades fueron adquiridas y usadas por el ejército estadounidense.

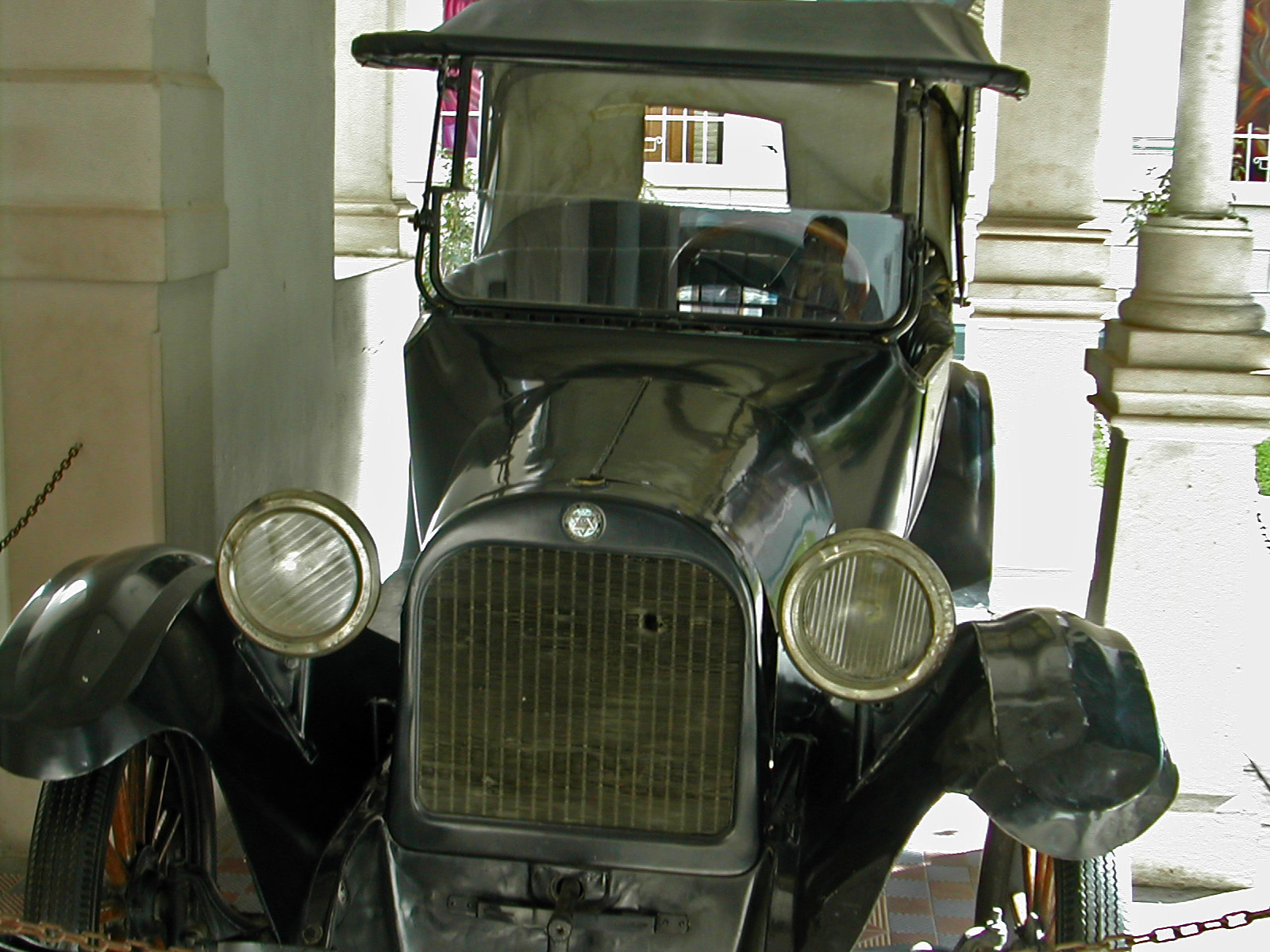
El Dodge de Pancho Villa en el Museo Casa de Villa en Chihuahua.

Un 1916 cuatro puertas fue el vehículo personal del revolucionario y caudillo mexicano Francisco "Pancho" Villa después de la revolución, en este fue asesinado el 20 de julio de 1923 en Parral, Chihuahua durante una emboscada, el automóvil actualmente se expone en un museo en la ciudad de Chihuahua.